# František Kubík
František Kubík (Prievidza, 14 maart 1989) is een Slowaakse profvoetballer die als aanvaller speelt.

## Clubcarrière
Kubík begon zijn carrière in zijn eigen land bij FK Mesto Prievidza en werd in de winterstop van het seizoen 2008/09 verkocht aan AS Trenčín. In 2010 werd hij verhuurd aan ADO Den Haag. Hij debuteerde bij ADO op 8 augustus 2010 in de uitwedstrijd tegen SBV Vitesse. Op 15 augustus maakte hij in de thuiswedstrijd tegen Roda JC zijn eerste doelpunt.
Hij kwam in het nieuws toen bleek dat hij tijdens de competitiewedstrijd Willem II - ADO Den Haag een goal maakte door een tekening; de trainer had een tekening gemaakt dat hij dichter bij de tweede paal moest gaan lopen. Kubik sprak geen andere taal dan Slowaaks, maar bleek zich toch snel aan te passen. Tegen Willem II maakte hij twee goals.
Eind april 2011 werd bekend dat hij een contract getekend had bij Koeban Krasnodar in Rusland. Daar kwam tot vijf wedstrijden waarin hij niet scoorde. In februari 2012 stapte hij over naar Tavrija Simferopol. In het seizoen 2012/13 kwam hij wederom uit voor AS Trenčín. Hij keerde in de zomer van 2013 terug in Oekraïne bij Arsenal Kiev maar die club vroeg eind oktober van dat jaar het faillissement aan.
De eerste helft van 2014 speelde hij bij het Griekse Ergotelis FC. Kubík begon het seizoen 2014/15 bij AS Trenčín maar werd eind augustus aangetrokken door Slovan Bratislava. Halverwege het seizoen 2017/18 ging hij naar MŠK Žilina. Van medio 2018 tot medio 2019 speelde Kubík in Kazachstan voor Atıraw FK. Hij begon het seizoen 2019/20 bij MFK Frýdek-Místek. Kubik sloot in januari 2020 aan bij FC Petržalka.

## Interlandcarrière
Kubík maakte zijn debuut voor de Slowaakse nationale ploeg op 9 februari 2011 in de vriendschappelijke interland in en tegen Luxemburg. Hij kwam in die met 2-1 verloren wedstrijd na 68 minuten in het veld voor Peter Pekarik.

## Statistieken
| Seizoen                    | Club                  | Duels | Goals | Competitie    |
| -------------------------- | --------------------- | ----- | ----- | ------------- |
| 2007-2008                  | HFK Prievidza         | 25    | 6     | 1. Liga       |
| 2008-2009                  | FK Mesto Prievidza    | 16    | 4     | 1. Liga       |
| 2008-2009                  | AS Trenčín            | 13    | 2     | 1. Liga       |
| 2009-2010                  | AS Trenčín            | 23    | 6     | 1. Liga       |
| 2010-2011                  | → ADO Den Haag (huur) | 27    | 8     | Eredivisie    |
| 2011-2012                  | Koeban Krasnodar      | 5     | 0     | Premjer-Liga  |
| 2011-2012                  | Tavrija Simferopol    | 9     | 0     | Vysjtsja Liha |
| 2012/13                    | Tavrija Simferopol    | 2     | 0     | Vysjtsja Liha |
| 2012/13                    | AS Trenčín            | 19    | 6     | Corgoň Liga   |
| 2013/14                    | Arsenal Kiev          | 6     | 0     | Vysjtsja Liha |
| 2013/14                    | Ergotelis FC          | 10    | 1     | Super League  |
| 2014/15                    | AS Trenčín            | 7     | 3     | Corgoň Liga   |
| 2014/15                    | Slovan Bratislava     | 17    | 3     | Corgoň Liga   |
| 2015/16                    | Slovan Bratislava     | 28    | 7     | Corgoň Liga   |
| 2016/17                    | Slovan Bratislava     | 29    | 2     | Corgoň Liga   |
| 2017/18                    | Slovan Bratislava     | 18    | 1     | Corgoň Liga   |
| 2017/18                    | FK Atyrau             | 8     | 0     | Premier Liga  |
| 2018/19                    | FK Atyrau             | 8     | 0     | Premier Liga  |
| 2019/20                    | MFK Frydek-Mistek     | 4     | 0     | MSFL          |
| Bijgewerkt tot 4 juli 2021 | Totaal                | 266   | 49    |               |